# Myotis austroriparius
Myotis austroriparius is een vleermuis uit de familie van de gladneuzen (Vespertilionidae). De wetenschappelijke naam van de soort werd voor het eerst geldig gepubliceerd door Samuel N. Rhoads in 1897.

## Voorkomen
De soort komt voor in de Verenigde Staten.